# آنتونیوی لیسبونی (فیلم)
آنتونیوی لیسبونی (انگلیسی: Anthony of Padua) فیلمی در ژانر درام است که در سال ۱۹۴۹ منتشر شد.